# Apona plumosa
Apona plumosa är en fjärilsart som beskrevs av Moore 1872. Apona plumosa ingår i släktet Apona och familjen Eupterotidae. Inga underarter finns listade i Catalogue of Life.